# Іванівська сільська рада (Коростишівський район)
Іванівська сільська рада — колишня адміністративно-територіальна одиниця та орган місцевого самоврядування у Коростишівському районі Волинської округи, Київської та Житомирської областей Української РСР з адміністративним центром у селі Іванівка.

## Населені пункти
Сільській раді на час ліквідації були підпорядковані населені пункти:
- с. Іванівка

## Історія та адміністративний устрій
Створена 1923 року в с. Іванівка Коростишівської волості Радомисльського повіту Київської губернії. 16 січня 1923 року приєднана до Минійківської сільської ради. Відновлена 6 лютого 1928 року в с. Іванівка Минійківської сільської ради Коростишівського району Волинської округи. Станом на 1 жовтня 1941 року на обліку значився хутір 1-ше Травня.
Станом на 1 вересня 1946 року сільська рада входила до складу Коростишівського району Житомирської області, на обліку в раді перебувало с. Іванівка.
Ліквідована 11 серпня 1954 року, відповідно до указу Президії Верховної ради Української РСР «Про укрупнення сільських рад по Житомирській області», територію ради та с. Іванівка приєднано до складу Минійківської сільської ради Коростишівського району Житомирської області.